# Nanophylle
Nanophylle se dit de :
- feuilles de petite taille dont la surface du limbe est comprise entre 0,2 et 2 cm2 [1] selon la classification de Christen Christiansen Raunkiær (1934)[2] ou entre 25 et 225 mm2[3] selon la classification modifiée de Jack A. Wolfe (1993)[4].
- plantes qui ont des feuilles nanophylles. Par exemple, cistus salviifolius, cistus monspeliensis et cistus ladanifer[5].